# Cheiracanthium vorax
Cheiracanthium vorax är en spindelart som beskrevs av O. Pickard-Cambridge 1874. Cheiracanthium vorax ingår i släktet Cheiracanthium och familjen sporrspindlar. Inga underarter finns listade i Catalogue of Life.